# 生态陷阱
生态陷阱（英語：ecological trap）是环境的快速变化导致生物反而偏好在劣质棲息地定居的情景。这一概念的基础是，主动选择栖息地的生物依靠环境线索来识别高质量栖息地。若栖息地质量或线索发生改变，令两二者不再相符，则生物可能会被引导至质量较差的栖息地。

## 概述
当栖息地的吸引力与其实际支持生存和繁衍的价值之间不成比例时，生态陷阱就会出现。其结果是，受影响的生物转而偏好吸引力虚高的栖息地，反而避开了高质量但吸引力较小的栖息地。例如，靛蓝彩鹀通常在灌木栖息地或封闭树冠林和开阔场地之间的破碎森林过渡带中筑巢。人类活动可能会创造出更“清晰”、更突兀的森林边缘，而靛蓝彩鹀更喜欢沿着这些边缘筑巢。然而，这些人为的边缘清晰的森林也使得针对巢穴的捕食者的活动更密集。这样一来，靛蓝彩鹀更偏好在高度改变的栖息地筑巢，但这些地方筑巢的成功率反而最低。
虽然已有学者就源-汇关系探讨了这种适应不良的栖息地选择行为对种群数量的影响，但生态陷阱本身是个体的行为现象。虽然是一种行为机制，但生态陷阱可能会对具有扩散能力强的物种种群产生深远的影响，例如棕熊（Ursus arctos）。Dwernychuk和Boag于1972年引入了生态陷阱概念，随后的许多研究表明，由于人为因素导致栖息地变化，这种陷阱现象可能相当普遍。
其结果是，如果新环境中，高质量的栖息地缺乏适当的环境线索来吸引物种定居，那么其生殖成就机会可能无法被当地物种识别；这就是感知陷阱。理论和实证研究表明，判断栖息地质量的失误会导致种群数量减少或绝灭。这种不匹配不仅限于栖息地选择，还可能发生在任何行为中（例如，回避捕食者、择偶、导航、觅食地点选择等）。因此，生态陷阱是更广泛的进化陷阱现象的一个子集。
|            |      | 棲息地品質       | 棲息地品質       |
| 高         | 低   |                  |                  |
| ---------- | ---- | ---------------- | ---------------- |
| 棲息地選擇 | 偏好 | 適應性選擇（源） | 生态陷阱         |
| 棲息地選擇 | 迴避 | 感知陷阱         | 適應性選擇（匯） |

随着生态陷阱理论的发展，研究人员认识到，陷阱可能在各种空间和时间尺度上起作用，这也可能阻碍对它们的检验。例如，鸟类必须在多个尺度上选择栖息地（栖息地斑块、该斑块内的单个领地，以及该领地内的巢址），因此陷阱可以在这些尺度中的任何一个上出现。类似地，陷阱可能在时间尺度上出现，改变后的环境可能对生命体的某个生命阶段构成陷阱，但对以后的生命阶段产生积极影响。因此，尽管学界普遍接受其理论上的可能性，但对于陷阱的常见程度，仍然存在很大的不确定性。然而，考虑到人类土地利用变化、全球变暖、外來物種入侵以及物种灭绝导致的生态群落变化，令生态变化的速度加快，生态陷阱可能对生物多样性构成了与日俱增且被严重低估的威胁。
一篇2006年的生态陷阱方面的综述论文为证明生态陷阱的存在提供了指引。一项研究必须表明生物偏好一个栖息地胜于另一个栖息地（或同等偏好），并且选择的首选栖息地（或同等偏好栖息地）的个体具有较低的适应度（即生存率或繁殖率较低）。这篇论文（此前研究者只发现数个有据可查的生态陷阱案例）发表后，对生态和进化陷阱的研究兴趣迅速增长，新的实证案例相继发表。目前已大约有30个生态陷阱的案例，涵盖不同种类的动物，包括鸟类、哺乳动物、节肢动物、鱼类和爬行动物。
由于生态和进化陷阱是仍未被充分认识的现象，许多关于其的直接和根本原因，以及其生态后果的问题尚未得到解答。例如：陷阱仅仅是进化预测不了新事物或者对环境变化无法作出迅速反应的不可避免的结果吗？陷阱有多常见？生态陷阱是否必然导致种群衰退或灭绝，还是它们有可能无限期地存在？陷阱在什么生态和进化条件下会发生？具有某些特征的生物是否先天更容易被陷阱“困住”？快速的环境变化是否是触发陷阱的条件？全球变暖、污染或外来入侵物种会造成陷阱吗？采用遗传和系统发育方法可能可以为上述问题提供更可靠的答案，并为一般的适应不良的直接和根本原因提供更深入的见解。由于预计生态和进化陷阱会与其他种群下降的因素一起变多，因此陷阱是保育科学家的研究重点。

## 案例：偏光污染
偏光污染可能是形成生态陷阱的最有说服力、证据确凿的环境线索。至少有300种蜻蜓、蜉蝣、石蛾、虻、龙虱、異翅亞目昆虫和其他水生昆蟲依靠偏振光源作为最重要的定向机制，来寻找合适水体作为摄食、繁殖栖息地和產卵地（Schwind 1991；Horváth 和 Kriska 2008）。由于强烈的线性偏振特征，人造偏振表面（例如沥青、墓碑、汽车、塑料布、油池、窗户）通常被误认为是水体（Horváth和Zeil，1996；Kriska等人，1998、2006a、2007、2008；Horváth等人，2007、2008）。这些表面反射的光往往比水面反射的光的偏振度更高，而人工偏光镜对偏光定向的水生昆虫的吸引力更甚（Horváth和Zeil，1996；Horváth等人，1998；Kriska等人，1998），对牠们而言就像是极为夸张的水面，形成了超常规的光学刺激。因此，蜻蜓、蜉蝣、石蛾和其他寻找水面的物种往往更喜欢在这些表面上交配、定居、聚集和产卵，而不是在真正的水体上。

## 其他参考文献
- Crespi, B.J. . Heredity. 2001, 84 (6): 623–9. PMID 10886377. S2CID 25172917. doi:10.1046/j.1365-2540.2000.00746.x.
- Gilroy, J.J.; Sutherland, W.J. . Trends in Ecology and Evolution. 2007, 22 (7): 351–356. PMID 17416438. doi:10.1016/j.tree.2007.03.014.
- Horváth, Gábor; Kriska, György; Malik, Péter; Robertson, Bruce. . Frontiers in Ecology and the Environment. 2009, 7 (6): 317–325. doi:10.1890/080129.
- Horváth, G; Zeil, J. . Nature. 1996, 379 (6563): 303–304. Bibcode:1996Natur.379..303H. S2CID 4324524. doi:10.1038/379303a0.
- Horváth, G; Bernáth, B; Molnár, G. . Naturwissenschaften. 1998, 85 (6): 292–297. Bibcode:1998NW.....85..292H. S2CID 12498964. doi:10.1007/s001140050503.
- Horváth, G; Malik, P; Kriska, G; Wildermuth, H. . Freshwater Biology. 2007, 52 (9): 1700–1709. doi:10.1111/j.1365-2427.2007.01798.x.
- Kriska, G; Horváth, G; Andrikovics, S. . J Exp Biol. 1998, 201 (Pt 15): 2273–86. PMID 9662498. doi:10.1242/jeb.201.15.2273 .
- Kriska, G; Malik, P; Szivák, I; Horváth, G. . Naturwissenschaften. 2008, 95 (5): 461–467. Bibcode:2008NW.....95..461K. PMID 18253711. S2CID 40967738. doi:10.1007/s00114-008-0345-4.
- Schwind, R. . J Comp Physiol A. 1991, 169 (5): 531–540. S2CID 39440345. doi:10.1007/bf00193544.

## 延伸阅读
- Caswell, H. 2001. Matrix population models: Construction, analysis, and interpretation （页面存档备份，存于）. 2nd edition.  Sinauer. Sunderland, Mass., USA.
- Dias, P. C. . Trends in Ecology and Evolution. 1996, 11 (8): 326–330. PMID 21237863. doi:10.1016/0169-5347(96)10037-9.
- Diffendorfer, J. E. . Oikos. 1998, 81 (3): 417–433. JSTOR 3546763. doi:10.2307/3546763.
- Fretwell, S. D.; Lucas, H. L.; Jr. . Acta Biotheoretica. 1969, 19: 16–36  [2022-05-04]. doi:10.1007/BF01601953. （原始内容存档于2021-11-20）.
- Grinnell, J. . The Auk. 1917, 34 (4): 427–433  [2022-05-04]. JSTOR 4072271. doi:10.2307/4072271. （原始内容存档于2022-05-04）.
- Holt, R. D. . Theoretical Population Biology. 1985, 28 (2): 181–208. doi:10.1016/0040-5809(85)90027-9.
- Howe, R. W.; Davis, G. J.; Mosca, V. . Biological Conservation. 1991, 57 (3): 239–255. doi:10.1016/0006-3207(91)90071-G.
- Hutchinson, G. E. . Cold Spring Harb Symp Quant Biol. 1957, 22: 415–427. doi:10.1101/SQB.1957.022.01.039.
- Johnson, D. M. . Ecology. 2004, 85 (7): 2037–2045. doi:10.1890/03-0508.
- Keddy, P. A. . Oecologia. 1982, 52 (3): 348–355. Bibcode:1982Oecol..52..348K. PMID 28310394. doi:10.1007/BF00367958.
- Leibold, M. A.; Holyoak, M.; Chase, J. M.; Hoopes, M. F.; Holt, R. D.; Shurin, J. B.; Law, R.; Tilman, D.; Loreau, M.;  et al. . Ecology Letters. 2004, 7 (7): 601–613. doi:10.1111/j.1461-0248.2004.00608.x.
- Pulliam, H. R. . American Naturalist. 1988, 132 (5): 652–661. doi:10.1086/284880.
- Pulliam, H. R.; Danielson, B. J.  (PDF). American Naturalist. 1991, 137: S50–S66  [11 December 2010]. doi:10.1086/285139. （原始内容 (PDF)存档于26 March 2009）.
- Purcell, K. L.; Verner, J. . Conservation Biology. 1998, 12 (2): 442–450. doi:10.1046/j.1523-1739.1998.96354.x.
- Roberts, C. M. . Fisheries. 1998, 23 (7): 16–19. （原始内容存档于2012-04-04）.
- Runge, J. P.; Runge, M. C.; Nichols, J. D. . American Naturalist. 2006, 167 (6): 925–938. PMID 16615034. doi:10.1086/503531.
- Thomas, C. D.; Singer, M. C.; Boughton, D. A. . American Naturalist. 1996, 148 (6): 957–975. doi:10.1086/285966.
- Tittler, R.; Fahrig, L.; Villard, M. A. . Ecology. 2006, 87 (12): 3029–3036. ISSN 0012-9658. PMID 17249228. doi:10.1890/0012-9658(2006)87[3029:EOLSDA]2.0.CO;2.
- Watkinson, A. R.; Sutherland, W. J. . Journal of Animal Ecology. 1995, 64 (1): 126–130. JSTOR 5833. doi:10.2307/5833.
- Williams, B. K., J. D. Nichols, and M. J. Conroy. 2001. Analysis and management of animal populations.  Academic Press. San Diego, USA.